# Limacia janssi
Limacia janssi is een slakkensoort uit de familie van de Polyceridae. De wetenschappelijke naam van de soort is voor het eerst geldig gepubliceerd in 1974 door Bertsch & Ferreira.